# Friedrich Kaskeline
Friedrich Carl Kaskeline (8. května 1863 Praha – 10. ledna 1938 Berlín-Charlottenburg) byl malíř, grafik, ilustrátor a karikaturista. Jako podpis používal na svých obrázcích zkratku „FK“; také se podepisoval „Bedř. Kaskeline“.

## Život
Byl studentem Akademie výtvarných umění ve Vídni u malíře historie a portrétu Christiana Griepenkerla. Po absolutoriu Kaskeline pracoval pro rakouskou sociální demokracii. Před rokem 1890 byl členem zakázaného klubu kuřáků Apollo, po roce 1890 druhým tajemníkem v klubu Apollo Franze Schuhmeiera. Podílel se na založení čtenářského a diskusního klubu Veritas, z něhož se později stal Svaz rakouského studentstva a Asociace sociálnědemokratických akademiků. Byl na sjezdu strany v Hainfeldu v letech 1888/89 a nakreslil obrázek: Dělnické hnutí 1890. Friedrich Engels posoudil obrázek benevolentně a zařadil vizitku Friedricha Kaskeline do své sbírky.

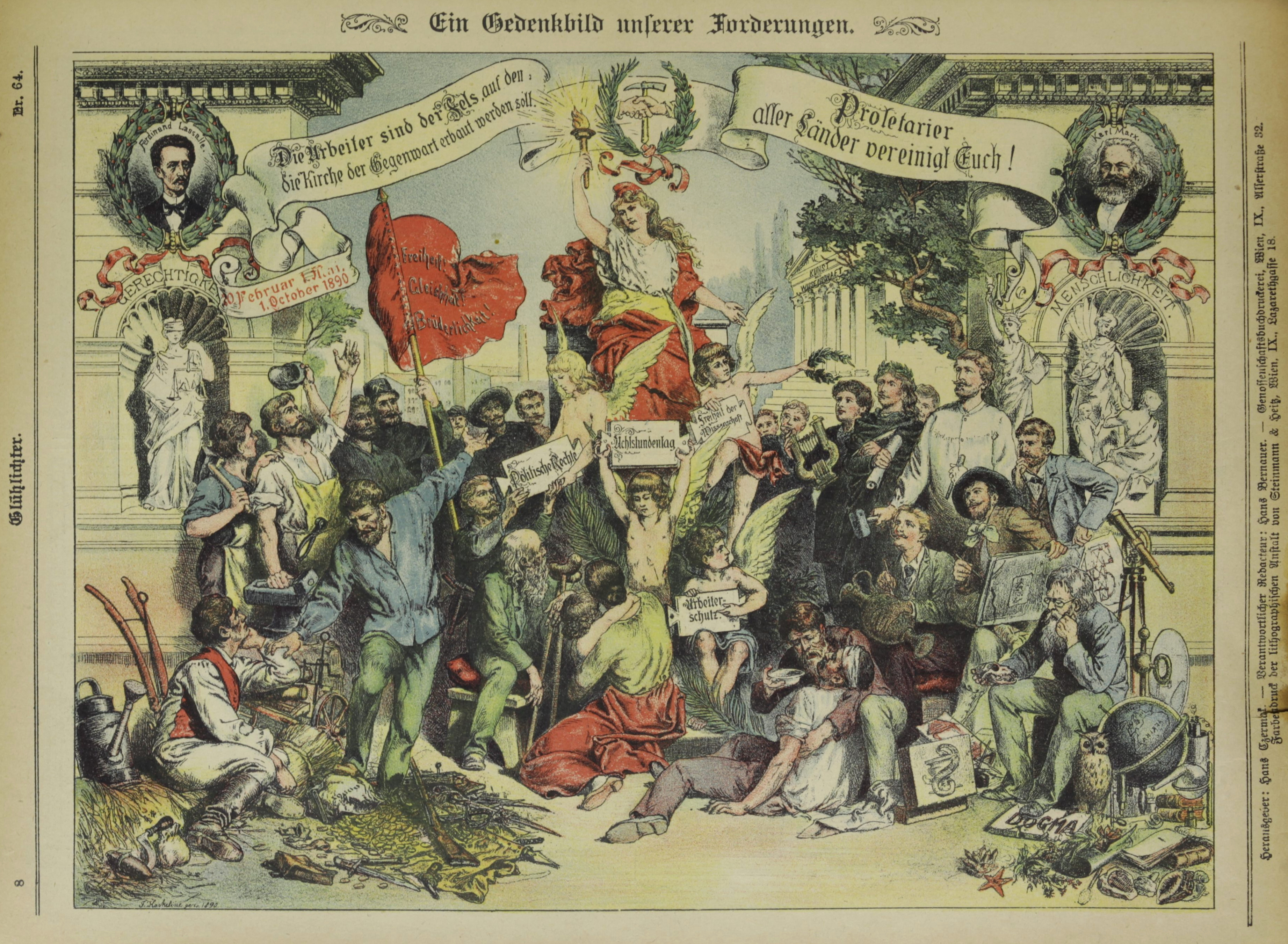
Friedrich Kaskeline: Dělnické hnutí v roce 1890

Kaskeline byl ilustrátorem sociálně demokratických humoristických časopisů Zeitschriften Glühlichter a Rasple. V Zeitschriften Glühlichter navrhl četné známé antisemitské příspěvky, ačkoli byl Žid a je pohřben na židovském hřbitově Weißensee (Berlín). Přednášel v dělnických výchovných domovech a vedl hodiny kreslení. Od roku 1894 také pracoval pro anglické časopisy Graphic a Daily Graphic. V roce 1895 nakreslil Bismarcka jako Aegira a časopis Zeitschriften Glühlichter byl proto odsouzen za urážku.
Kolem roku 1907 emigroval do Německa a usadil se v Berlíně. Za první světové války vytvářel propagandistickou grafiku a válečné obrazy. Po první světové válce nekreslil žádné další politické obrazy. Od 20. let 20. století vytvářel četné, kvalitativně i tematicky velmi odlišné ilustrace na pohlednicích, které měly úspěch i v Anglii, stejně jako komerční grafiky.
Fridrich pravděpodobně zemřel ve vězení nebo na následky svého věznění. Byl to strýc německého filmového režiséra Wolfganga Kaskeline.